# КК Шоле баскет
КК Шоле баскет (фр. Cholet Basket) је француски кошаркашки клуб из Шолеа. У сезони 2014/15. такмичи се у Про А лиги Француске.

## Историја
Клуб је основан 1975. године, а од сезоне 1987/88. непрекидно игра у највишем рангу кошаркашких такмичења у Француској - Про А лиги. Првак овог такмичења постао је тек 2010. године, а још два пута био је вицешампион. Такође бележи и две титуле освајача Купа Француске, као и једну у Купу „Недеља асова“.
На међународној сцени забележио је по неколико наступа у сва три главна европска такмичења. У Евролиги је учествовао у сезонама 1999/00. и 2010/11, али је оба пута такмичење завршио у првој групној фази. У Еврокупу учествовао је знатно више пута, али је такође највиши домет била прва групна фаза. У трећем рангу такмичења, Еврочеленџу, стигао је до финала у сезони 2008/09.
Клуб има развијену омладинску школу из које махом потичу играчи који наступају у првом тиму (у сезони 2004/05. имао је чак 10 од 12 кошаркаша који су на тај начин доспели до њега). Један је од само шест европских клубова који су на једном НБА драфту имали по два своја играча (2009. године).

## Успеси

### Национални
- Првенство Француске:
  - Првак (1): 2010.
  - Другопласирани (1): 1988, 2011.

- Куп Француске:
  - Победник (2): 1998, 1999.
  - Финалиста (2): 2005, 2008.

- Куп лидера / „Недеља асова“:
  - Победник (1): 2008.
  - Финалиста (4): 1988, 1989, 1990, 1993.

- Суперкуп Француске:
  - Победник (1): 2010.

### Међународни
- Еврочеленџ:
  - Финалиста (1): 2009.

## Учинак у претходним сезонама
| Сез.     | Првенство Француске | Куп Француске      | Куп лидера   | Европско такмичење     |
| -------- | ------------------- | ------------------ | ------------ | ---------------------- |
| 2006/07. | Четвртфинале ПО     | —                  | Победник     | —                      |
| 2007/08. | Четвртфинале ПО     | Финалиста          | Победник     | ФИБА Еврокуп — Топ 16  |
| 2008/09. | 9. место            | Осмина финала      | —            | Еврочеленџ — Финалиста |
| 2009/10. | Првак               | Шеснаестина финала | Четвртфинале | Еврокуп — Топ 32       |
| 2010/11. | Вицепрвак           | Осмина финала      | Четвртфинале | Евролига — Топ 24      |
| 2011/12. | Полуфинале ПО       | Полуфинале         | Четвртфинале | Еврокуп — Топ 32       |
| 2012/13. | 10. место           | Осмина финала      | —            | Еврокуп — Топ 32       |
| 2013/14. | 13. место           | Осмина финала      | —            | Еврочеленџ — Топ 16    |
| 2014/15. | 14. место           | Шеснаестина финала | —            | —                      |
| 2015/16. | 13. место           | —                  | —            | —                      |
| 2016/17. | 11. место           | Шеснаестина финала | —            | —                      |
| 2017/18. | 15. место           | —                  | Четвртфинале | —                      |
| 2018/19. | 15. место           | —                  | —            | —                      |
| 2019/20. | —                   | Шеснаестина финала | Четвртфинале | —                      |

## Познатији играчи
- Вуле Авдаловић
- Џастин Долман
- Микаел Желабал
- Фабијен Козер
- Нандо де Коло
- Сами Мехија
- Демаркус Нелсон
- Мирослав Пецарски
- Кевин Серафен
- Еј Џеј Слотер